# Achyra ochrifascialis
Achyra ochrifascialis là một loài bướm đêm trong họ Crambidae.